# Governo Pelloux II
Il Governo Pelloux II è stato il trentasettesimo esecutivo del Regno d'Italia, il secondo guidato da Luigi Pelloux.  
Esso, nato in seguito alle dimissioni del governo precedente, è stato in carica dal 14 maggio 1899 al 24 giugno 1900 (sebbene già dimissionario dal precedente 18 giugno), per un totale di 407 giorni, ovvero 1 anno, 1 mese e 10 giorni. 

## Compagine di governo

### Appartenenza politica
| Partito | Partito          | Presidente | Ministri | Sottosegretari | Totale |
| ------- | ---------------- | ---------- | -------- | -------------- | ------ |
|         | Militare         | 1          | 1        | 1              | 3      |
|         | Destra storica   | -          | 6        | 6              | 12     |
|         | Sinistra storica | -          | 2        | 5              | 7      |
|         | Indipendente     | -          | 1        | -              | 1      |

### Situazione parlamentare
NOTA: Ai tempi del Regno d'Italia, poiché secondo lo Statuto Albertino il governo rispondeva nei fatti al solo Re, la fiducia parlamentare in senso moderno non era obbligatoria (ed in tal senso vari sono stati i casi di formazione di un governo palesemente privo di tale supporto). La prassi di determinare la sopravvivenza dell’esecutivo in base al supporto parlamentare, dunque, si è andata sviluppando solo successivamente, specie con l’ascesa dei partiti di massa e con l’introduzione del sistema proporzionale, in tempi molto più tardi rispetto all’unità, ed ufficialmente solo con la Costituzione della Repubblica Italiana. Per questo motivo, il grafico sottostante espone, secondo ricostruzioni e dichiarazioni, nonché secondo la composizione del governo, l’eventuale supporto che questo avrebbe o ha ottenuto.
Fino al 16 giugno 1900 (XX legislatura):
| Camera              | Collocazione | Partiti                     | Seggi     |
| ------------------- | ------------ | --------------------------- | --------- |
| Camera dei deputati | Maggioranza  | DEM (327), PLC (99)         | 426 / 508 |
| Camera dei deputati | Opposizione  | ER (42), PRI (25), PSI (15) | 82 / 508  |

Dal 16 giugno 1900 (XXI legislatura):
| Camera              | Collocazione | Partiti                     | Seggi     |
| ------------------- | ------------ | --------------------------- | --------- |
| Camera dei deputati | Maggioranza  | DEM/PLC-D. (296), PLC (116) | 412 / 508 |
| Camera dei deputati | Opposizione  | ER (34), PSI (33), PRI (29) | 96 / 508  |

## Composizione
| Carica                                | Titolare                                                             | Titolare                                                            | Titolare                                                             | Sottosegretario                                                                      |
| Presidenza del Consiglio dei ministri | Presidenza del Consiglio dei ministri                                | Presidenza del Consiglio dei ministri                               | Presidenza del Consiglio dei ministri                                | Sottosegretario di Stato alla Presidenza del Consiglio                               |
| ------------------------------------- | -------------------------------------------------------------------- | ------------------------------------------------------------------- | -------------------------------------------------------------------- | ------------------------------------------------------------------------------------ |
| Presidente del Consiglio dei ministri |                                                                      |                                                                     | Luigi Pelloux (Militare)                                             | Carica non assegnata                                                                 |
| Ministero                             | Ministri                                                             | Ministri                                                            | Ministri                                                             | Sottosegretario                                                                      |
| Agricoltura, Industria e Commercio    |                                                                      |                                                                     | Antonio Salandra (Destra storica)                                    | Paolo Vagliasindi                                                                    |
| Lavori Pubblici                       |                                                                      |                                                                     | Pietro Lacava (Sinistra storica)                                     | Felice Chiapusso                                                                     |
| Interno                               |                                                                      |                                                                     | Luigi Pelloux (Militare)                                             | Pietro Bertolini                                                                     |
| Pubblica Istruzione                   |                                                                      |                                                                     | Guido Baccelli (Sinistra storica)                                    | Gennaro Manna                                                                        |
| Guerra                                |                                                                      |                                                                     | Giuseppe Mirri (Militare) (fino al 7 gennaio 1900)                   | - Cesare Tarditi (fino al 14 gennaio 1900) - Bonaventura Zanelli (dal 7 aprile 1900) |
| Guerra                                | Luigi Pelloux (Militare) Ad interim (dal 7 gennaio al 7 aprile 1900) |                                                                     |                                                                      | - Cesare Tarditi (fino al 14 gennaio 1900) - Bonaventura Zanelli (dal 7 aprile 1900) |
| Guerra                                |                                                                      | Coriolano Ponza di San Martino (Destra storica) (dal 7 aprile 1900) |                                                                      | - Cesare Tarditi (fino al 14 gennaio 1900) - Bonaventura Zanelli (dal 7 aprile 1900) |
| Marina                                |                                                                      |                                                                     | Giovanni Bettolo (Militare)                                          | Carlo Alberto Quigini Puliga                                                         |
| Finanze                               |                                                                      |                                                                     | Pietro Carmine (Indipendente)                                        | Cesare Ferrero di Cambiano                                                           |
| Tesoro                                |                                                                      |                                                                     | Paolo Boselli (Destra storica)                                       | Vincenzo Saporito                                                                    |
| Grazia e Giustizia e Culti            |                                                                      |                                                                     | Adeodato Bonasi (Destra storica)                                     | Nicola Falconi (dal 25 maggio 1899)                                                  |
| Poste e Telegrafi                     |                                                                      |                                                                     | Antonino Paternò Castello, marchese di San Giuliano (Destra storica) | Mansueto De Amicis                                                                   |

## Cronologia

### 1899
- 14 maggio - Il governo giura dinnanzi al Re.

### 1900
- 17 maggio - È sciolta la Camera dei Deputati e convocati gli elettori per il 3 e 10 giugno; e il nuovo Parlamento per il 16 giugno.
- 21-28 marzo: Si svolgono le elezioni politiche: il governo, non dimessosi, vede ridursi la sua base d’appoggio, con alcune importanti perdite a Sinistra solo di poco compensate da alcuni dissidenti conservatori ed alcuni guadagni a Destra. Anche l’estrema sinistra storica (ER), simbolo della politica ottocentesca insieme agli altri due partiti, subisce alcune perdite, mentre crescono i nuovi Partito Socialista (PSI) e Repubblicano (PRI).
- 18 giugno - In seguito a dissensi tra i ministri sull’atteggiamento del governo nei confronti delle modifiche al Regolamento parlamentare della Camera dei Deputati per far fronte all’ostruzionismo, e conscio il Presidente Pelloux dell’assottigliamento della maggioranza dopo le elezioni politiche, il governo si dimise. Il Re dunque, dopo averle accettate, conferisce l’incarico a Giuseppe Saracco.